# Политика Европске уније
Политичка организација Европске уније (ЕУ) је слична конфедералној. Многе политичке области федерализоване су у заједничке институције способне да доносе законе али су надлежности за контролу спољне политике, одбрамбене политике или већине директних пореских политика углавном резервисане за двадесет седам државних влада. У тим областима, иако под контролом земаља чланица ЕУ, се одвија одређена доза структуриране сарадње и координације унутар Уније. Међутим, да би ЕУ предузела значајне кораке у тим областима, све земље чланице морају да то одобре. Закони Европске Уније, који поништавају државне законе, бројнији су него у историјским конфедерацијама. Међутим, ЕУ је правно ограничена да доноси законе изван својих надлежности или тамо где је прикладније да се то чини на државном или локалном нивоу. Принцип супсидијарности не односи се на области искључиве компетентности ЕУ.

## Институције
Заједничке институције ЕУ су мешавина међувладиних и супранационалних (сличне федералним) тела. Споразуми ЕУ проглашавају Унију заснованом на репрезентативној демократији, а директни избори представника ЕУ се одржавају у Европском парламенту. Парламент, заједно са Саветом, такође формира законодавно тело ЕУ. Савет чине државне владе, што представља међувладину природу ЕУ. Законе предлаже Европска комисија коју именује и одговара Парламенту и Савету иако има врло мало извршних овлашћења.

## Избори
Европски избори се одржавају на сваких пет година. Не постоје кохезивне политичке странке у националном смислу. Уместо тога, постоје идеолошки савези странака које седе и гласају заједно у парламенту. Два највеће савеза су Европска народна партија (десног центра, углавном хришћанске демократе) и Партија европских социјалиста (левог центра, углавном социјалдемократа). Како постоје леве и десне линије поделе у европској политици, такође постоје поделе између оних за и против европских интеграција (проевропеизам и евроскептицизам) које обликују стално променљиву природу политике Европске Уније.